# 移动平均模型
在时间序列分析中，移动平均模型（简记为：MA模型）是一个常见的对单一变量时间序列进行建模的方法。
移动平均模型和自回归模型都是时间序列中 ARMA模型 和 ARIMA模型 模型的重要组成部分，也是一种特殊情况。尽管名称类似，但移动平均模型不应与移动平均值相混淆。与自回归模型不同，移动平均模型总是平稳的。

## 定义
q 阶移动平均模型通常简记为MA(q)：
{\displaystyle x_{t}=\mu +\varepsilon _{t}-\theta _{1}\varepsilon _{t-1}-\theta _{2}\varepsilon _{t-2}-\cdots --\theta _{q}\varepsilon _{t-q}}
其中 μ 是序列的均值，θ1,..., θq 是参数，εt , εt-1,..., εt−q 都是 白噪声。

## 可逆性
若一个移动平均模型可以表示成收敛的自回归模型的形式，那么这个移动平均模型就称为可逆模型。